# Кощейково
Кощейково — деревня в Пушкинском районе Московской области России, вместе с посёлком городского типа Лесной входит в состав городского поселения Лесной. Население — 60 чел. (2019).

## География
Расположена на севере Московской области, в центральной части Пушкинского района, на М8 Ярославском шоссе, примерно в 9 км к северо-востоку от центра города Пушкино и 25 км от Московской кольцевой автодороги, на реке Скалбе, впадающей в Учу.
В 1,5 км к западу — линия Ярославского направления Московской железной дороги, в 4 км к северо-востоку — А107 Московское малое кольцо. Ближайшие населённые пункты — село Братовщина, посёлки городского типа Лесной и Зеленоградский, ближайшая железнодорожная станция — платформа Зеленоградская. Связана автобусным сообщением с районным центром, а также городами Москвой и Сергиевым Посадом (маршруты № 24, 35, 38, 388).

## Население
| 1859 | 1890 | 1899 | 1926 | 2002 | 2006 | 2010 |
| ---- | ---- | ---- | ---- | ---- | ---- | ---- |
| 110  | ↗131 | ↗134 | ↗186 | ↘26  | ↗29  | ↗49  |
| 2014 | 2015 | 2016 | 2017 | 2018 | 2019 |      |
| ↗52  | ↗58  | ↗59  | ↘57  | ↗58  | ↗60  |      |

## История
В «Списке населённых мест» 1862 года — владельческая деревня 1-го стана Дмитровского уезда Московской губернии на Московско-Ярославском шоссе (из Ярославля в Москву), в 47 верстах от уездного города и 28 верстах от становой квартиры, при прудах и колодцах, с 15 дворами и 110 жителями (45 мужчин, 65 женщин).
По данным на 1899 год — деревня Богословской волости Дмитровского уезда с 134 жителями.
По материалам Всесоюзной переписи населения 1926 года — деревня Клиниковского сельсовета Софринской волости Сергиевского уезда Московской губернии в 7,5 км от станции Софрино Северной железной дороги, проживало 186 жителей (82 мужчины, 104 женщины), насчитывалось 82 крестьянских хозяйства.
С 1929 года — населённый пункт в составе Пушкинского района Московского округа Московской области. Постановлением ЦИК и СНК от 23 июля 1930 года округа как административно-территориальные единицы были ликвидированы.
Административная принадлежность
1929—1930, 1934—1957, 1962—1963, 1965—1994 гг. — деревня Братовщинского сельсовета Пушкинского района.
1930—1934 гг. — деревня Братовщинского сельсовета Зелёного города.
1957—1960 гг. — деревня Братовщинского сельсовета Мытищинского района.
1960—1962 гг. — деревня Братовщинского сельсовета Калининградского района.
1963—1965 гг. — деревня Братовщинского сельсовета Мытищинского укрупнённого сельского района.
1994—2006 гг. — деревня Братовщинского сельского округа Пушкинского района.
С 2006 года — деревня городского поселения Лесной Пушкинского муниципального района Московской области.